# ケイアイスター不動産
ケイアイスター不動産株式会社（ケイアイスターふどうさん）は、埼玉県本庄市に本社を置く不動産会社。東証プライム市場上場。

## 概要
1990年11月に埼玉県本庄市本庄において、有限会社ケイアイプランニングとして設立。1993年6月に株式会社ケイアイプランニングに組織変更。その後2005年12月にケイアイスター不動産株式会社に商号変更の上、埼玉県本庄市西富田に本社を移転し現在に至る。
「豊かで楽しく快適なくらしの創造をめざす、『豊・楽・快（ゆたか）』創造企業」を経営理念に、「すべての人に持ち家を」をビジョンに掲げ、首都圏を中心に全国各地で戸建分譲事業を展開している。
テクノロジーを積極的に導入しており、リアル×テクノロジーの基盤である「KEIAIプラットフォーム」を構築し、土地仕入から設計・施工・販売、アフターサービスまで一気通貫で行っている。
2021年10月に経済産業省が定める「DX認定事業者」に認定されている。
グループ連結で年間8,202棟（土地含む）を販売しており、2024年3月期の売上高は2,830億円。一般社団法人日本木造分譲住宅協会の立上げに参加し、国産木材の利用を促進するなどESGにも力を入れている。

## 沿革
- 1990年 - 有限会社ケイアイプランニング設立[4]。
- 1993年 - 株式会社ケイアイプランニングに組織変更[4]。
- 1994年 - 株式会社グランビルホーム設立[4]。
- 1998年 - ケイアイコーポレーションへ商号変更[4]。
- 2005年 - ケイアイスター不動産株式会社へ商号変更[4]。
- 2015年 - 東京証券取引所市場第二部上場[9]。
- 2016年
  - 株式会社よかタウンの株式取得（連結子会社化）[4]。
  - 東京本社設立[4]。
  - 東京証券取引所市場第一部上場[10]。
- 2017年
  - 株式会社旭ハウジング株式取得（子会社化）[4]。
  - ケイアイスターデベロップメント株式会社設立[4]。
  - ケイアイクラフト株式会社設立[4]。
  - ケイアイスタービルド株式会社設立[4]。
  - ケイアイネットクラウド株式会社設立[4]。
  - 株式会社建新株式取得（持分法適用関連会社化）[4]。
- 2018年
  - KEIAIカイマッセ株式会社設立[4]。
  - ケイアイプランニング株式会社設立[4]。
- 2019年
  - 株式会社建新株式取得（連結子会社化）[4]。
  - ケイアイネットクラウド株式会社がFC事業を開始[4]。
- 2020年
  - KEIAIカイマッセ株式会社がカイマッセ不動産株式会社へ商号変更[4]。
  - KSキャリア株式会社設立。総合人材サービス事業を開始[4]。
  - Casa robotics（カーザ・ロボティクス）株式会社設立[4]。
  - 株式会社カインズと業務提携発表。リフォーム事業拡大と顧客満足のさらなる向上を目指す。
- 2021年
  - 株式会社プレスト・ホーム株式取得（連結子会社化）[4]。
  - 株式会社プレスト・ホームがケイアイプレスト株式会社に商号変更[4]。
  - DRC TECH Holdings（DRCテックホールディングス）株式会社設立[4]。
  - 豪州現地法人「KI-Star Real Estate Australia Pty Ltd」設立[4]。
- 2023年
  - 株式会社エルハウジング株式取得（連結子会社化）[4]。
  - ケイアイネットリアルティ株式会社がケイアイホームハウス株式会社に商号変更[4]。
  - 東京本社を東京ミッドタウン八重洲に移転[4]。
  - ケイアイホームハウス株式会社がはなまるハウス株式会社に商号変更[4]。
  - 豪州現地法人「KAU」によるJV「MunCorp Pty Ltd」設立[4]。
  - ケイアイネットクラウド株式会社が 建築FC事業「IKI.net」を開始[4]。
  - 米国現地法人「KI-Star Real Estate America, Inc.」設立[4]。
- 2024年
  - 新山形ホームテック株式会社の株式を取得し、連結子会社化[4]。

## 受賞歴
- 2015年
  - 注文住宅「ケイアイカーザ」が「ハウス・オブ・ザ・イヤー・イン・エナジー2015」において優秀賞を受賞[11]。
  - お子様の安全・安心・成長を考えた仕様「Kids5（キッズ ファイブ）が第9回キッズデザイン賞を受賞[12]。
  - はなまるハウスのシリーズ商品「はなまる発電所」が田中啓一賞 受賞[13]。
  - 戸建分譲住宅「CINEMAシリーズ」が第5回優良事業表彰を受賞[14]。
- 2016年
  - 注文住宅「KEIAIカーザ」O様邸が第6回優良事業表彰を受賞[15]。
- 2019年
  - 大規模戸建分譲事業 Hanamichi Terrace（ハナミチ テラス）が第9回優良事業表彰を受賞[16]。
- 2020年
  - 木造住宅の設計と建築を学ぶプログラム「学びと体験の教室―将来の仕事の選択肢―」が第6回ウッドデザイン賞2020を受賞[17]。
  - 中規模戸建分譲事業 dan-lan no machi（ダンランのマチ）が第10回優良事業表彰を受賞。[18]。
  - 「みんなの庭付き 都市型分譲住宅 シェアガーデンハウス・スタイル三鷹」が第14回キッズデザイン賞を受賞[19]。
- 2021年
  - 「縁廊の間」が「2021年度グッドデザイン賞」を受賞[20]。
  - 「ケイアイのひら家IKI（イキ）」が「第11回　優良事業表彰」を受賞[21]。
  - 「土楽間-Drama」が第15回キッズデザイン賞を受賞[22]。
  - 「おおきいおうちとちいさいおうちがあるおうち」はキッズデザイン賞協議会会長賞を受賞[23]。
- 2022年
  - 「komichi no 小町　古河市下辺見６期７期」が「第12回　優良事業表彰」を受賞[24]。
  - 「みんなの樹と軒遊びのある暮らし」が第16回キッズデザイン賞を受賞[25]。
- 2023年
  - 「アエラス　水戸市小吹町」が「第13回　優良事業表彰」を受賞[26]。
  - 「小路の小町　Komichi no Komachi」が第17回キッズデザイン賞を受賞[27]。
  - 「みんなの交差庭（こうさてい）」が第17回キッズデザイン賞を受賞[28]。
- 2024年
  - 「小路の小町　Komichi no Komachi」がiF DESIGN AWARD 2024 を受賞[29]。

## グループ会社

### 分譲住宅事業
- ケイアイスターデベロップメント株式会社
- ケイアイスタービルド株式会社
- カイマッセ不動産株式会社
- ケイアイプランニング株式会社
- 株式会社よかタウン
- 株式会社旭ハウジング
- ケイアイプレスト株式会社
- 株式会社エルハウジング
- 株式会社建新

### 注文住宅事業
- はなまるハウス株式会社
- 新山形ホームテック株式会社

### 海外事業
- KI-Star Real Estate America, Inc.
- KI-Star Real Estate Australia Pty. Ltd.

### 建設業
- ケイアイクラフト株式会社

### 総合人材サービス
- KSキャリア株式会社

## スポンサー活動
- 本庄児玉郡市ミニバスケットボール連盟杯＆KEIAI杯開催（2015年～） - 本庄児玉郡市のミニバスケットボールチームを対象に毎年1回開催。地域の子どもたちが元気に育つ環境を創ることを目指し、情操教育を通じて社会貢献活動に取り組んでいる。

- ジュニアサッカー大会「ケイアイカップ」開催（2016年～）- 本庄市内のジュニアサッカーチームを対象に毎年1月に開催。地域の子どもたちが元気に育つ環境を創ることを目指し、情操教育を通じて社会貢献活動に取り組んでいる。

- ケイアイスタジアム（2018年～） - 2018年11月より埼玉県本庄市にある本庄総合公園市民球場を「ケイアイスタジアム」とするネーミングライツ・パートナーになる。このネーミングライツは、埼玉県本庄市が施設の有効活用・サービス維持・向上を目的として公募したもの。

- 車いすバスケットボール大会「KEIAI杯」開催（2020年～） - パラスポーツをより身近に感じ、競技に興味を持ってもらうこと、パラスポーツの体験を通して障がいへの理解と選手たちとの交流を深めることを目的に毎年1回開催。関東エリアの車いすバスケットボールチームの試合を無料で観戦できる。

## スポーツ協会・スポーツチーム
- ザスパクサツ群馬（2012年～2013年）
- 栃木SC（2012年～2013年）
- 日本ろう者サッカー協会　ゴールドスポンサー（2019年～2023年）
- 車いすバスケットボールチームNO EXCUSE（ノーエクスキューズ）　ユニホームスポンサー契約（2019年～）[30]
- 埼玉県聴覚障がい者サッカー部・アレグリーナ　ユニホームスポンサー（2020年～2023年）[31]

## テレビCM
- 「お住まいレス9（レスキュー）」シリーズ（2020年）[32]

- 「ケイアイスターな物語」シリーズ（2021年） - 岸部一徳と結木滉星が“おトク”をテーマに営業スタッフとして奮闘するシリーズ[33]
  - 「面接」篇
  - 「生い立ち」篇
  - 「初めての成約」篇